# Roderyk
Roderyk, Rodryg, Rodryk, Ruderyk – imię męskie pochodzenia germańskiego. Wywodzi się od słowa oznaczającego „sławny ze swego bogactwa” lub „sławny król”.
Roderyk obchodzi imieniny 13 marca.
Odpowiedniki w innych językach:
- łacina – Rodericus
- język angielski – Rodric
- język hiszpański – Rodrigo
- język niemiecki – Roderick
- język portugalski – Rodrigo, Rodrigues, Rui
- język włoski – Roderico

Znane osoby o tym imieniu:
- św. Roderyk z Kordoby – hiszpański męczennik z IX wieku
- św. Rodryg Aguilar Alemán – meksykański święty i męczennik
- Ruryk – przywódca wikingów
- Roderyk – król Wizygotów
- Rui Costa – piłkarz
- Rui Fonte (ur. 1990) – portugalski piłkarz
- Rodrigo Fresán – argentyński pisarz i publicysta
- Rodrigo Garcia – reżyser filmowy i telewizyjny, syn pisarza Gabriela Garcii Márqueza
- Roderyk Lange – polski etnolog, antropolog tańca, choreolog
- Rui Marques – piłkarz
- Rui Patrício (ur. 1988) – portugalski piłkarz
- Rui Silva (ur. 1977) – portugalski lekkoatleta, średniodystansowiec, medalista igrzysk olimpijskich, Mistrzostw Świata i Europy